# Coronilla minima
Coronilla minima es un arbusto de la familia de las fabáceas.

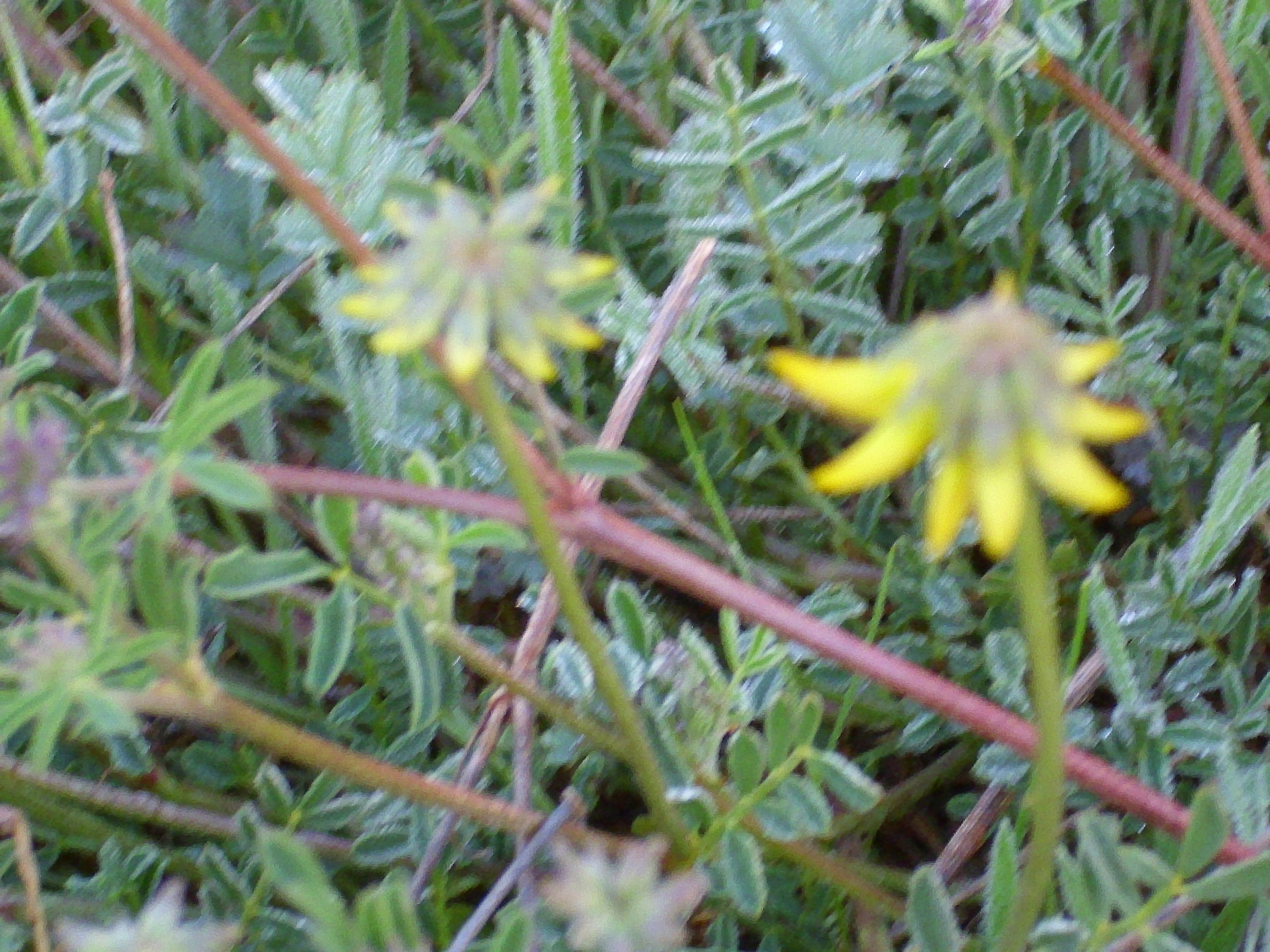
Detalle de la planta

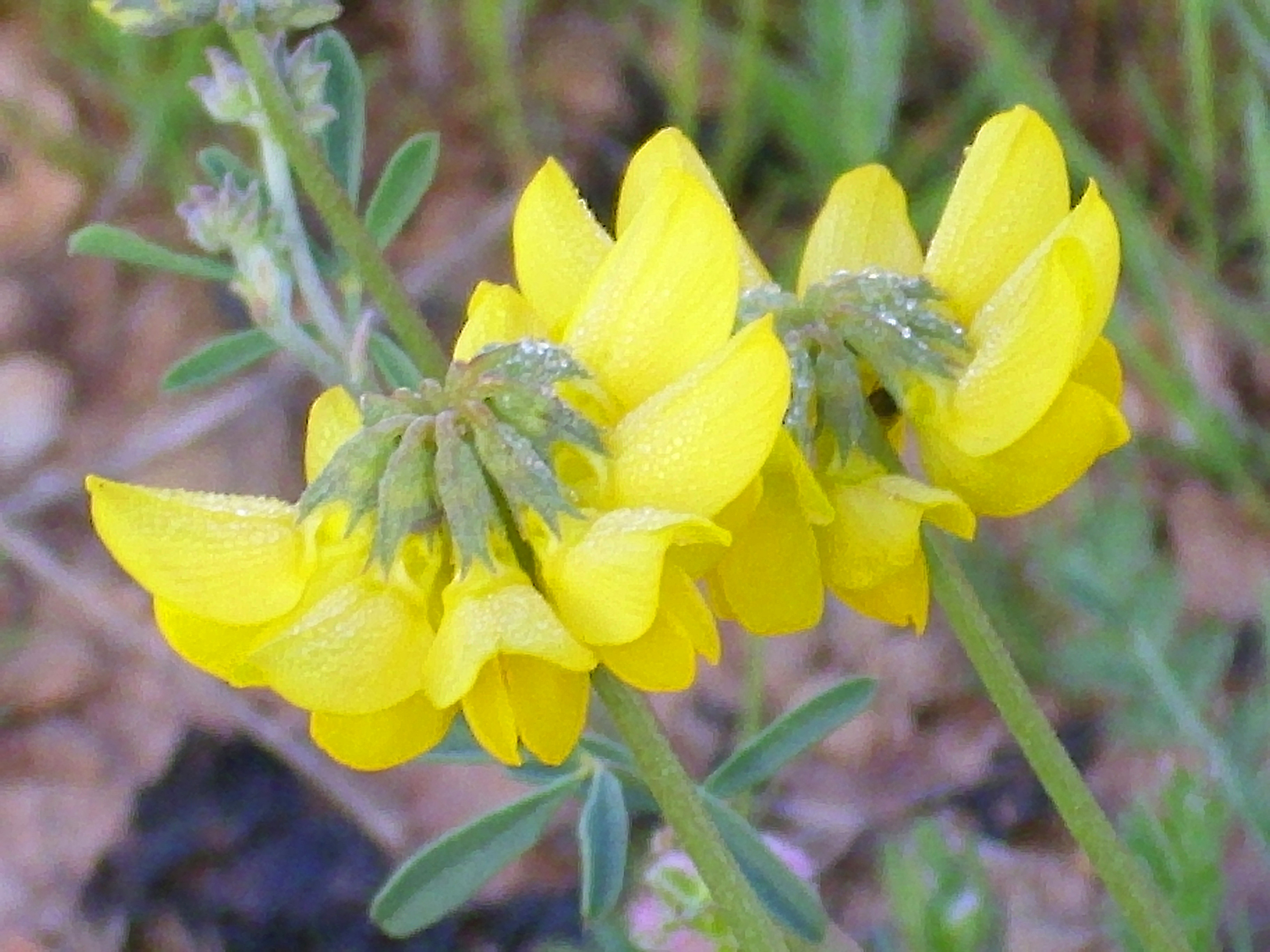
Detalle de la flor

## Descripción
Pequeño arbusto de hasta 30 cm o más, de hojas con 2-6 pares de folíolos sin pecíolo, elípticos a obovados, de márgenes escariosos. Flores amarillas, generalmente de 5-8 mm, o más, normalmente en inflorescencias de hasta 10 flores. Vaina de 1-3,5 cm, con 1-7 segmentos oblongos cuadrangulares. Florece en primavera.

## Distribución y hábitat
En Francia, Suiza, España, Italia y Portugal. Habita en zonas herbáceas.

## Taxonomía
Coronilla minima fue descrita por Carlos Linneo y publicado en Centuria I. Plantarum... 23. 1755.
Citología
Número de cromosomas de Coronilla minima (Fam. Leguminosae) y táxones infraespecíficos: n=6
Etimología
Coronilla: género de las Leguminosas establecido por Tournefort y revalidado por Linneo; el nombre se tomaba de Lobelius, quien a su vez se inspiró en el nombre vulgar español, según Carolus Clusius, de la C. minima subsp. lotoides (Koch) Nyman (C. clusii auct., Leguminosas), “Coronilla del Rey” –esp. coronilla f. = diminutivo de corona–. Se alude a la forma de la inflorescencia.
minima: epíteto latino que significa "la más pequeña".
Citología
Número de cromosomas de Coronilla glauca (Fam. Leguminosae) y táxones infraespecíficos: 2n=24
Variedades
- Coronilla minima subsp. lotoides (Koch) Nyman
- Coronilla minima subsp. minima L.

## Nombre comunes
- Castellano: coletuy, coletuy pequeña, coroneta, coronilla, coronilla de rey, lentejuela, lentejuela montés, lentejuela tierna, lentejuela valenciana.[8]